# فضل قادر شودري
فضل قادر شودري (بالإنجليزية: Fazlul Qadir Chaudhry)‏ مواليد (26 مارس 1919 - الوفاة 17 يوليو 1973)، هو سياسي بنغالي شغل منصب المتحدث الخامس باسم المجلس الوطني الباكستاني من شرق باكستان بعد مولوي تميز الدين من رابطة عوامي. وهو ينتمي إلى مؤتمر رابطة المسلمين لمحمد أيوب خان. وكان أيضاً الرئيس بالنيابة لباكستان من وقت لآخر عندما غادر أيوب خان البلاد. وكان شقيقه الأكبر فضل كبير شودري زعيم المعارضة في الجمعية الشرقية الباكستانية.

## روابط خارجية
- فضل قادر شودري على موقع مونزينجر (الألمانية)